# Пичеполонга
Пичеполонга — деревня в Атюрьевском районе Республики Мордовия. Входит в состав Стрельниковского сельского поселения.

## История
Впервые упоминается в 1671 году. В «Списке населённых мест Тамбовской губернии за 1866» Пичеполонга казенная деревня из 4 дворов входящая в состав Темниковского уезда.

## Население
| 2002 | 2010 |
| ---- | ---- |
| 377  | ↘293 |

Национальный состав
Согласно результатам Всероссийской переписи населения 2002 года, в национальной структуре населения мордва составляла 96 %.